# Sveriges generalkonsulat i Minneapolis
Sveriges generalkonsulat i Minneapolis var Sveriges diplomatiska beskickning i Minneapolis mellan 1963 och 1989. Generalkonsulatet hade sitt ursprung i det honorära konsulat som öppnade 1908, som 1934 omvandlades till vicekonsulat och 1963 till generalkonsulat. Konsulatet hörde, jämte de i New York, San Francisco, Montreal, Chicago och Houston, till de så kallade arvskonsulaten på grund av den stora mängden arvsmål som konsulatet hade hand om.
Generalkonsulatets distrikt omfattade förutom staden Minneapolis delstaterna Minnesota, Montana, North Dakota, South Dakota och Wisconsin och senare även delstaterna Colorado, Wyoming samt New Mexico. Generalkonsulatet stängde 1989 och från samma år verkar ett svenskt honorärt generalkonsulat i Minneapolis med en oavlönad honorär generalkonsul som chef, som sedan 2003 också har varit VD:n och presidenten för American Swedish Institute.

## Historia

### 1908–1989
Generalkonsulatet i Minneapolis har sitt ursprung i det honorära vice konsulat som upprättades genom beslut den 28 augusti 1908 med distrikt omfattande delstaterna Montana, North Dakota, South Dakota, Minnesota, Iowa, Nebraska Kansas, Oklahoma, Colorado, Wyoming och New Mexico-territoriet. Genom beslut den 1 december 1911 erhöll konsuln ett kontorsanslag av 4 000 kr. År 1934 omvandlades vicekonsulatet till ett konsulat och 1963 till generalkonsulat. Konsulatkanslit var beläget på flera platser i Minneapolis under sin existens men som längst, dryga 20 år, i en villa i Lowry Hill där även chefsbostaden fanns. År 1966 flyttade kansliet till en kontorsbyggnad i centrala Minneapolis. Under alla år så var det främst arvsmålen som upptog konsulatets verksamhet efter svenskamerikaner verksamma i Mellanvästern, särskilt i stater som Minnesota, Illinois och Wisconsin. Arvsmålen blev färre och färre för varje år efter att emigrationen från Sverige till USA upphörde.

### Nedläggning
I början av januari 1989 förvarnade Regeringen Carlsson I om att fem utlandsmyndigheter - konsulat eller generalkonsulat - skulle läggas ned och förvandlas till oavlönade honorärkonsulat under året. Bland de drabbade var generalkonsulatet i Minneapolis. Den 20 januari 1989 presenterade generaldirektör Ulf Larsson en utredning som svenska utlandsmyndigheter vari han föreslog att generalkonsulatet i Minneapolis skulle läggas ner och omvandlas till ett oavlönat honorärkonsulat.
Generalkonsulatet lades ner enligt riksdagsbeslut den 15 mars 1989. Framförallt Folkpartiet med bland annat Karl-Göran Biörsmark och Ingemar Eliasson samt Centerpartiet med bland annat Karin Söder, Pär Granstedt och Håkan Hansson pläderade i motioner förgäves för bibehållande av det lönade konsulatet i Minneapolis som nu kom att ersättas av ett honorärkonsulat.
I motionerna framhålls att Minnesota, särskilt Minneapolis, är en viktig delstat för svensk marknadsföring i USA. Motionärerna ansåg att regeringen borde ompröva beslutet att stänga det svenska generalkonsulatet i Minneapolis av detta skäl. Utrikesutskottet förstod motionärernas argument men betonade att nedläggningen gjordes av ekonomiska skäl och efter avvägning mot andra prioriterade uppgifter för utrikesförvaltningen. Utskottet ansåg att framtida svensk representation i Minneapolis, ledd av en honorär generalkonsul, fortsatt skulle kunna stödja svensk verksamhet i USA. Därför avslogs motionerna.

### Honorärt generalkonsulat
Ett svenskt honorärkonsulat har funnits i Minneapolis sedan 1989. Första svenska honorärkonsul blev den före detta guvernören i Minnesota, Wendell R. Anderson. Honorärkonsulatet representerar den svenska regeringen i Minnesota, Iowa, North Dakota, South Dakota och Nebraska, i samråd med Sveriges ambassad i Washington. Konsulatets kansli är beläget vid American Swedish Institute i Minneapolis.
Chefen för svensk-amerikanska handelskammaren Michael Davis skrev i en artikel i norska Aftenposten år 2007 att när Sverige stängde sitt generalkonsulat i Minneapolis 1989 förlorade hela Sverige. För varje år som följde tappade Sverige alltmer sin relation till viktiga institutioner och företag. Främst gick de till Norge, och att Sverige var nu raderat från kartan i förhållande till Norge.

## Arbetsuppgifter
Konsulatet hörde, jämte de i New York, San Francisco, Montreal, Chicago och Houston, till de så kallade arvskonsulaten på grund av den stora mängden arvsmål som konsulatet hade hand om. År 1934 omvandlades vicekonsulatet till ett konsulat och 1963 till generalkonsulat. Under 1950-talet så gick mellan två och tre miljoner kronor går hem till Sverige från Minnesota varje år. Det var arv från svenska utvandrare som kom hemmavarande svenska släktingar till del, och summan berättar om att framgången trots initialsvårigheterna inte uteblivit för svenska emigranter. Arvsmålen var den största arbetsuppgiften för det svenska generalkonsulatet. På 1950-talet så rapporterades det att arvsmålen minskade för var år som gick även om summorna för närvarande inte sjönk. På 1920-talet hade konsulatet 200 arvsmål per år och på 1950-talet var det nere i 70-80 och orsaken till detta var att emigrationen upphört och den generation som kan tänkas ha arvsberättigade släktingar i Sverige började dö ut.
Ett honorärkonsulat öppnade 1989 som idag följande tjänster in Minneapolis: passutlämning, provisoriska pass för nödresor, ansökningar om samordningsnummer eller för att behålla svenskt medborgarskap, levnadsintyg, underlättande för svenska väljare med mera.

## Ansvarsområde
Generalkonsulatets distrikt från åtminstone från 1970 omfattade förutom staden Minneapolis delstaterna Minnesota, Montana, North Dakota, South Dakota och Wisconsin. Distriktet utökades 1976 med delstaterna Colorado och Wyoming. År 1983 tillkom delstaten New Mexico från generalkonsulatet i Houston som lades ner året innan. Distriktet kvarstod till stängningen av generalkonsulatet 1989. Delstaterna Colorado, Montana, New Mexico och Wyoming övertogs av Sveriges generalkonsulat i Los Angeles år 1990.
Sveriges honorära generalkonsulat i Minneapolis, som är verksamt sedan 1989, representerar den svenska regeringen i Minnesota, Iowa, North Dakota, South Dakota och Nebraska.

## Byggnader

### Kansli
Från 1925 till 1927 var det svenska konsulatet beläget på adressen 906–907 Andrus Building. Från 1928 till 1929 var adressen 122 South 6th Street in Central Minneapolis. Från 1930 till 1931 var konsulatet beläget på 2216 Irving Avenue South i East Isles.
År 1932 var adressen Posten Building, 502 South 7th Street i Elliot Park. Från 1933 till 1934 var adressen 1000 West 22nd Street i Lowry Hill East. Från 1935 till 1936 var adressen 234 West Franklin Avenue i Stevens Square. Från 1937 till 1944 var adressen 1777 Colfax Avenue South i Lowry Hill.
I en regeringsproposition 1943 föreslogs inköp av en fastighet för att hysa konsulatet och konsuls bostad. I propositionen framhölls att konsulatets behov av adekvata lokaler hade ökat avsevärt, och att förvärvet av fastigheterna ansågs vara ekonomiskt fördelaktigt för staten. Förslaget betonade även den strategiska betydelsen av att ha egna fastigheter för att stärka Sveriges representation i USA.
Från 1945 till 1965 var adressen 912 Mount Curve Avenue i Lowry Hill. Från 1966 till 1971 var adressen 1616 Cargill Building, Marquette Avenue and 7th Street i Downtown West. Från 1971 var generalkonsulatet beläget i 730 Building, Suite 615 på adressen 730 2nd Avenue South i Downtown West. På grund av byte av namn på 730 Building var adressen till generalkonsulatet från och med den 1 april 1973 615 Peavey Building, 730 2nd Avenue South. Detta var platsen för generalkonsulatet fram till åtminstone 1979.
Från 1980 till generalkonsulatet stängde 1989 angavs endast postadress; P.O. Box 2186, Minneapolis, Minn. 55402. Sedan 1989 finns ett svenskt honorärkonsulat i Minneapolis beläget i American Swedish Institute at 2600 Park Avenue i Phillips West i Minneapolis.

### Residens
Under tiden konsulatkansliet var beläget på 1777 Colfax Avenue South i Lowry Hill mellan 1937 och 1944 tjänade det också som hem för konsuln och hans fru. Samma gällde efter konsulatet flyttat till 912 Mount Curve Avenue i Lowry Hill år 1945. Residenset låg i samma byggnad åtminstone till år 1968.

## Beskickningschefer
| Namn                    | Period                            | Titel                    | Noter               | Ref           |
| ----------------------- | --------------------------------- | ------------------------ | ------------------- | ------------- |
| Charles Smith           | 28 augusti 1908 – 24 januari 1914 | Honorärkonsul            |                     | [ 1 ]         |
| Carl Edvard Wallerstedt | 24 januari 1914 – 1919            | Honorärkonsul            |                     | [ 1 ] [ 41 ]  |
| Theophilus Wessén       | 1919–1924                         | Stf vicekonsul           |                     | [ 42 ]        |
| Nils Jaenson            | 1924–1931                         | Vicekonsul               | Konsuls namn        | [ 22 ]        |
| Magnus Hallenborg       | 1931–1934                         | Vicekonsul               |                     | [ 25 ]        |
| Carl Fredrik Hellström  | 1934–1935                         | Stf vicekonsul           |                     | [ 26 ]        |
| Carl Fredrik Hellström  | 1935–1940                         | Vicekonsul               | Konsuls namn        | [ 27 ] [ 43 ] |
| Carl Fredrik Hellström  | 1940–1943                         | Förste vicekonsul        | Konsuls namn        | [ 44 ]        |
| Carl Fredrik Hellström  | 1943–1944                         | Stf konsul               | Generalkonsuls namn | [ 29 ]        |
| Carl Fredrik Hellström  | 1944–1956                         | Konsul                   | Generalkonsuls namn | [ 45 ]        |
| Gösta af Petersens      | 1 juni 1956(59)–1963              | Konsul/Stf generalkonsul |                     | [ 46 ] [ 47 ] |
| Olof Landenius          | 1963–1967                         | Generalkonsul            |                     | [ 48 ]        |
| Bengt Odevall           | 1968–1970                         | Generalkonsul            |                     | [ 12 ]        |
| Knut Granstedt          | 29 oktober 1970 – 1973            | Generalkonsul            |                     | [ 49 ] [ 50 ] |
| Per Olof Forshell       | 1973–1977                         | Generalkonsul            |                     | [ 51 ]        |
| Tage Pousette           | 1977–1982                         | Generalkonsul            |                     | [ 52 ]        |
| Karl-Erik Andersson     | 1982–1989                         | Generalkonsul            |                     | [ 15 ]        |
| Wendell R. Anderson     | 1989–2002                         | Honorär generalkonsul    |                     | [ 53 ]        |
| Bruce Karstadt          | 2003–2023                         | Honorär generalkonsul    |                     | [ 54 ] [ 55 ] |
| Molly Wright Steenson   | 2023–idag                         | Honorär generalkonsul    |                     |               |

## Fotnoter
1. ↑  Adressen för honorärkonsulatet som öppnades 1989 efter generalkonsulatet stängde.
2. ↑  Generalkonsulatet har sitt ursprung i det honorära konsulat som öppnade den 28 augusti 1908 som blev vicekonsulat 1934 och generalkonsulat 1963.